# Henning Mankell
Henning Georg Mankell (phát âm tiếng Thụy Điển: [hɛnnɪŋ maŋːkɛl]; ngày 03 tháng 2 năm 1948 - ngày 05 tháng 10 năm 2015) là một nhà văn hình sự Thụy Điển, tác giả viết cho thiếu nhi và nhà nhà soạn kịch, được biết đến nhiều nhất với một loạt các tiểu thuyết bí ẩn với sự tham gia sáng tạo chú ý nhiều nhất của ông, thanh tra Kurt Wallander.
Loạt truyện về thanh tra Wallander của ông gồm 9 tác phẩm: Facelesskillers, The dogs of Riga, The White Lioness, The Man who smiled, Sidetracked, The fifth woman, One step behind, Firewall, The Pyramid. Mỗi tác phẩm xoay quanh một vụ phá án của thanh tra Wallander, The Pyramid là tập truyện ngắn kể về cuộc sống và công việc của Wallander trước khi xảy ra vụ án trong Facelesskillers.
Sách của ông được xuất bản tại hơn ba mươi quốc gia, hiện nay vẫn thuộc hạng sách được bán chạy nhất châu Âu với nhiều giải thưởng văn học trinh thám có uy tín: Giải thưởng của hiệp hội tác giả văn học trinh thám Thụy Điển và Giải Glass Key của các hiệp hội văn học trinh thám Bắc Âu cho Faceless Killers, Giải Golden Dagger 2001 do hiệp hội các tác giả văn học trinh thám Anh và Giải thưởng của hiệp hội tác giả văn học trinh thám Thụy Điển 1995 cho Sidetracked, loạt tác phẩm này còn được chuyển thể thành nhiều bộ phim nhựa cũng như phim truyền hình trên toàn thế giới.
Ông được The Times đánh giá là tác giả thuộc top đầu của thể loại này, được The Irish Times so sánh với nhà văn huyền thoại người Thụy Điển Georges Simenon, còn Daily Telegraph thì còn có lần khẳng định hùng hồn: "Mankell có thể biến bạn thành tội phạm."

## Tiểu sử
Mankell sinh ở Stockholm, Thụy Điển vào năm 1948. Cha mẹ cậu ly hôn khi cậu bé mới một tuổi, nên cậu cùng và một chị gái sống với cha mình Ivar trong phần lớn thời thơ ấu. Đầu tiên ba người sinh sống ở Sveg (Härjedalen), nơi cha cậu là một thẩm phán huyện, sau đó sống ở Borås (Västergötland). Ông của Mankell cũng có tên là Henning Mankell (1868–1930), là một nhà soạn nhạc. Ở tuổi 20, cậu đã bắt đầu sự nghiệp làm tác gia và trợ lý giám đốc tại Riksteater ở Stockholm. Trong những năm sau, ông đã cộng tác với một số rạp hát ở Thụy Điển.
Sau khi sống ở Zambia và các nước châu Phi khác, Mankell đã được mời làm giám đốc nghệ thuật của Teatro Avenida ở Maputo, thủ đô của Mozambique. Sau đó, ông đã dành thời gian kéo dài ở Maputo làm việc với nhà hát và sáng tác, và xây dựng được nhà xuất bản của riêng mình (Leopard Förlag) để hỗ trợ các tài năng trẻ từ châu Phi và Thụy Điển.
Ông đã kết hôn với Eva Bergman, con gái của Ingmar Bergman. Ngày 12 Tháng 6 năm 2008, ông đã được trao một bằng tiến sĩ danh dự từ Đại học St Andrews trong Scotland.
Mankell phát triển hai câu chuyện ban đầu cho loạt cảnh sát Đức Tatort. Nam diễn viên Axel Milberg, người đóng vai thanh tra Klaus Borowski, đã đề nghị Mankell đóng góp cho chương trình khi hai người đang xúc tiến sách audio The Chinaman, một dự án mà Milberg cùng triển khai. Các tập phim được lên kế hoạch phát sóng ở Đức trong 2010.
Mankell được đặt hàng viết kịch bản chuyển thể cho Sveriges Television về bố vợ của mình, đạo diễn Ingmar Bergman, trong năm 2010, về một loạt phim được sản xuất thành 4 tập kéo dài một giờ mỗi tập. Kế hoạch sản xuất năm 2011. Mankell thực hiện dự án cho Sveriges Television.
Trong tháng 1 năm 2014 Mankell nhận được thông báo rằng ông đã được chẩn đoán bị ung thư. Trong tháng, ông được thông báo rằng phương pháp điều trị đã có hiệu quả rất tốt và ông đã tiến triển tốt hơn. Ngày 5/10/2015, ông đã qua đời ở tuổi 67.